# Buchanan Highway
Der Buchanan Highway ist eine Outback-Piste im Westen des australischen Northern Territory. Sie verbindet den Stuart Highway nördlich von Dunmarra mit dem Victoria Highway südöstlich von Timber Creek.

## Namensherkunft
Der Highway ist benannt nach Nathaniel Buchanan, der Ende des 19. Jahrhunderts die Gegend erkundet hat. 

## Verlauf
Acht Kilometer nördlich von Dunmarra und 28 km südlich von Daly Waters zweigt der Buchanan Highway vom Stuart Highway (N87) nach Westen ab. Ca. 60 km weiter westlich quert die Straße die Central Australian Railway. Nach weiteren 121 km und der Querung des Armstrong River ist die Ortschaft Top Springs erreicht, wo der Buntine Highway (R96) kreuzt.
Ca. 95 km weiter westlich überquert der Buchanan Highway den Victoria River und erreicht wenig später mit Victoria River Downs (kurz auch „VRD“ genannt) eine der größten Rinderfarmen Australiens. Dort zweigt eine Straße entlang des Humbert River ab, die den nahegelegenen Gregory-Nationalpark von Osten erschließt.
Der Buchanan Highway setzt seinen Weg nach Nordwesten fort und verläuft in der Nähe der Jasper Gorge ein kurzes Stück durch den Nationalpark. Dabei überquert er auch die Stokes Range und führt dann nach Norden, wo er nach ca. 40 km den Victoria Highway (N1) 28 km südöstlich von Timber Creek erreicht.
Der höchste Punkt im Verlauf des Highways liegt auf 295 m, der niedrigste auf 70 m.

## Straßenzustand
Die Straße ist durchgängig unbefestigt, aber in gutem Zustand. In der Regenzeit können allerdings Flussquerungen, wie die des Victoria River, unpassierbar werden.